# Paimpol
Paimpol (tiếng Breton: Pempoull) là một xã của tỉnh Côtes-d’Armor, thuộc vùng Bretagne, tây bắc Pháp.

## Dân số
Người dân ở Paimpol được gọi là Paimpolais.